# Sigfrid de Växjö
Sigfrid de Växjö (Anglaterra, s. X - Växjö, Suècia, 1045) fou un bisbe anglès, establert a Suècia. Considerat com un dels apòstols de Suècia, és venerat com a sant per diverses confessions cristianes.

## Biografia
Nascut a Anglaterra, fou monjo al monestir benedictí de Glastonbury. Fou encarregat pel rei Etelbert perquè anés a Noruega com a bisbe missioner per evangelitzar Escandinàvia, on fou rebut pel rei Olaf I de Noruega. Segons una hagiografia llegendària escrita cap al 1200, era arquebisbe de York i anà a Suècia per ordre del rei Mildred d'Anglaterra, que no va existir mai.
A Suècia ja havia predicat Òscar de Bremen, però la majoria de la població continuava essent pagà. De Noruega, Sigfrid marxà a Dinamarca i a Suècia, on s'instal·là a terres de Värend (Småland), on, amb tres nebots seus (Unaman, Sunaman i Winaman, sacerdot, diaca sotsdiaca respectivament), construí una església.
En 1008 fou cridat pel rei Olof Skötkonung III de Suècia; deixà la comunitat de Värend a cura dels nebots i anà a Husaby, vora els monts Kinekulle, i hi batejà el rei Olof en una font. Anà després a predicar a l'interior del regne. En tornar a Värend trobà el país devastat pels bandolers comandats per Gunnar Gröpe, que havien matat els seus nebots i n'havien llençat els caps, en un cistell, al llac de Växjö. Sigfrid va trobar el cistell i el rei Olof va fer capturar els bandolers i els condemnà a mort; Sigfrid, però, intercedí per ells i va fer canviar la pena de mort per una compensació econòmica que donà al rei a canvi d'unes terres a Tiutursby (entre els llacs de Växjö i de Helga) per construiir-hi una missió.
Olof, però, fou obligat a deixar que Sigfrid només prediqués a Västergötland, on bona part de la població ja era cristiana, deixant de banda la resta del regne, de majoria pagana. Continuà predicant i fou el primer bisbe de Skara. Cap al 1030 visità l'arquebisbat de Bremen, d'on depenia l'església sueca. També canonitzà la primera santa noruega, santa Sunniva. Morí a Växjö en 1045.

## Veneració
Fou sebollit a la catedral de Växjö, que ell havia fet construir. El reliquiari amb les restes era al centre de la nau central fins que el 1600 fou fet destruir pel bisbe luterà Petrus Jonae Angermannus. N'hi ha algunes relíquies a Roskilde i Copenhaguen.
Fou venerat a Suècia fins que el culte decaigué amb el protestantisme. Fou canonitzat pel papa Adrià IV (1154-1159) mentre era llegat pontici a Suècia, però els documents s'han perdut. La festa litúrgica és el 15 de febrer.
A la font de Husaby, on fou batejat Olof, es va dir que es produïen miracles i l'aigua n'era considerada miraculosa.

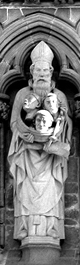
Escultura a la catedral de Nidaros (Noruega)
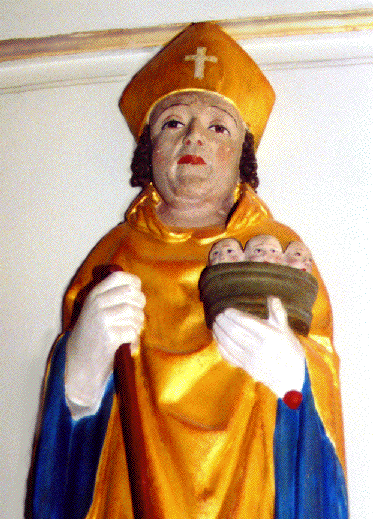
Talla a l'església d'Övergran (Uppsala, Suècia)
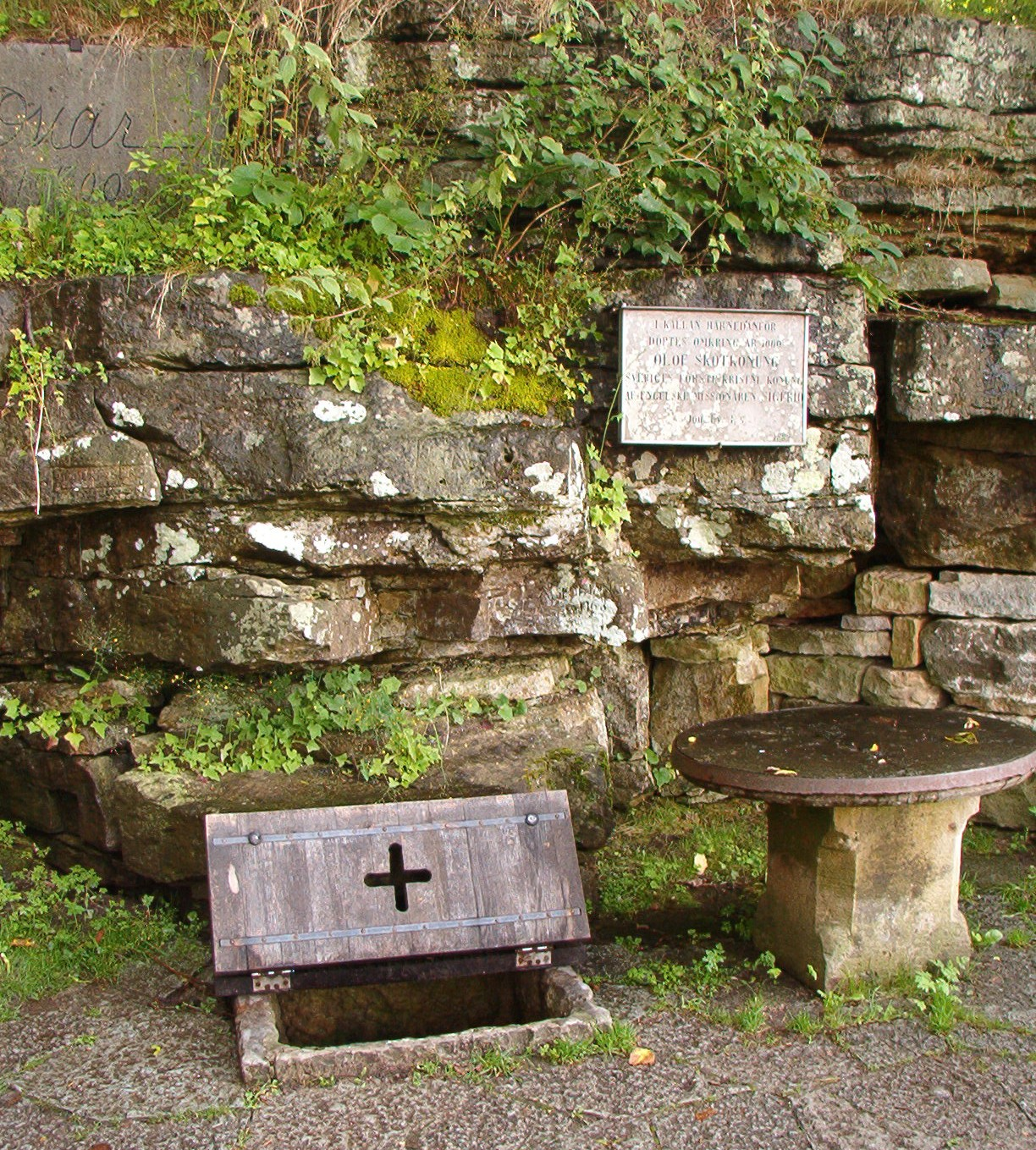
Font de Husaby, on fou batejat Olof III.
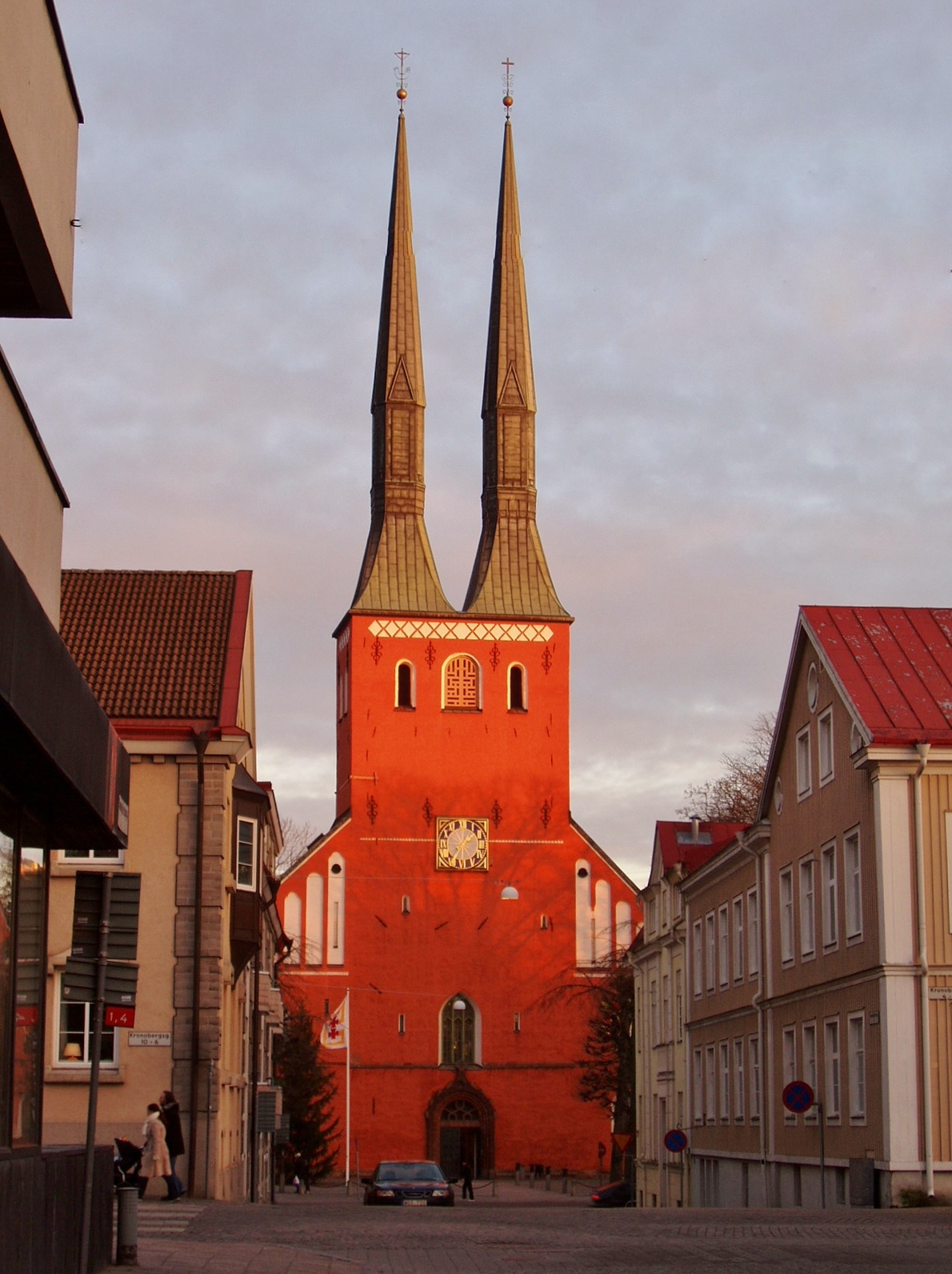
Catedral de Växjö